# 碲化汞
碲化汞的化学式为HgTe，是由碲和汞元素组成的二元无机化合物。

## 制备
碲化汞可由相应的单质按化学计量比在高压容器内加热反应得到。产物可以在氮气流中升华提纯：
Hg + Te —高温、高压→ HgTe

## 化学性质
Hg—Te键很弱，它的生成焓在−32kJ/mol左右，比碲化镉还要小。碲化汞容易被酸分解，如氢溴酸等。

## 拓展阅读
- Thermophysical properties database[永久] at Germany's Chemistry Information Centre, Berlin